# Südwestliche Gefleckte Klapperschlange
Die Südwestliche Gefleckte Klapperschlange (Crotalus pyrrhus) ist eine Schlangenart aus der Unterfamilie der Grubenottern und kommt in den USA und in Mexiko vor. In älterer Literatur wird sie noch unter der Bezeichnung Crotalus mitchellii pyrrhus als Unterart der Gefleckten Klapperschlange beschrieben.

## Merkmale
Die Südwestliche Gefleckte Klapperschlange ist eine kräftig gebaute Schlange mit dünnem Hals, einem großen dreieckigen Kopf und einer Rassel am Ende des Schwanzes, die aus losen, ineinandergreifenden hohlen Segmenten besteht. Es wird eine Gesamtlänge zwischen 58 und 132 cm erreicht. Jungtiere messen bei der Geburt maximal circa 26 cm. Die Pupillen sind bei Lichteinfall vertikal elliptisch verengt. Der Giftapparat besteht aus modifizierten Speicheldrüsen (Giftdrüsen), die über einen Giftkanal mit hohlen, einklappbaren Fangzähnen im vorderen Oberkiefer verbunden sind (solenoglyphe Zahnstellung).
Die Körperschuppen (Dorsalia) sind gekielt und liegen in 21 bis 27 Reihen um die Körpermitte. Es lassen sich 166 bis 187 Bauchschilde (Ventralia) und 16 bis 28 Unterschwanzschilde (Subcaudalia) zählen. Das Scutum anale ist ungeteilt. Das Vorhandensein kleiner Schuppen zwischen Nasenöffnung und den Pränasalschilden bei C. pyrrhus grenzt die Art gegenüber Crotalus tigris (Tigerklapperschlange) ab.
Die Art zeigt eine große Vielfalt an Körperfärbungen, die es ihr ermöglichen, sich in ihrer Umgebung zu tarnen. Das Farbspektrum der Grundfärbung reicht von cremefarben über gelblich, grau, hellbraun, rosa, blass orange bis braun. Schlangen aus dunklen Lavagebieten können fast gänzlich schwarz erscheinen. Der Körper ist mit einem undeutlichen Muster aus dunkel gesprenkelten, gebänderten Markierungen gezeichnet. Dunkle und helle Ringe umgeben einen dicken Schwanz. Die Schwanzringe stehen in erheblichem Farbkontrast zur Körperfarbe, wobei die Endringe schwarz sind und der Schwanz oft eine aschgraue Grundfarbe aufweist (Vgl.: Schwanz und der Rassel der ähnlichen Art Crotalus stephensi.)

## Lebensweise
Crotalus pyrrhus führt eine vorwiegend bodenaktive Lebensweise und ist insbesondere in der heißen Jahreszeit nacht- und dämmerungsaktiv. Bei gemäßigten Temperaturen wird die Aktivitätsphase auf den Tag verlegt. In den kühleren Wintermonaten wird eine Winterruhe gehalten.
Zum Beutespektrum der Art zählen Kleinsäuger wie Nagetiere, Eidechsen und Vögel. Crotalus pyrrhus ist ein Ansitzjäger und immobilisiert seine Beute durch einen Giftbiss, wobei das Beutetier in der Regel nach dem Biss losgelassen wird und die Schlange dann der Duftspur folgt, um das am Gift verendete Beutetier aufzuspüren.
Die Paarungszeit erstreckt sich über das Frühjahr. Vor der Paarung führen die Männchen untereinander Kommentkämpfe aus, wobei diese auch außerhalb der Paarungszeit und in Abwesenheit von Weibchen beobachtet wurden. Die Fortpflanzung erfolgt durch Ovoviviparie (eilebendgebärend), das heißt die Mutter behält ihre befruchteten Eier in ihrem Körper und bringt lebende Jungtiere zur Welt. Die Geburt erfolgt in den Monaten Juli oder August, wobei die Wurfgröße zwischen zwei und zwölf Jungschlangen variiert. Weibchen erreichen die Geschlechtsreife vermutlich mit einem Alter von etwa drei Jahren und pflanzen sich jährlich fort.

## Vorkommen
Das Verbreitungsgebiet der Südwestlichen Gefleckten Klapperschlange umfasst Areale in Kalifornien (Süden), Nevada (Süden), Arizona (Westen), Utah (Südwesten), Sonora (Nordwesten) und Baja California (Norden). Die besiedelten Habitate werden zumeist von trockenen, mit Felsen und Geröll übersäten Gebieten dargestellt. Diese sind lokalisiert entlang von Bergkuppen, Tafelbergen und Wüstenausläufern. Manchmal wird Crotalus pyrrhus auf lockerem Untergrund angetroffen. Die Vegetation der Habitate variiert, die Art kommt in Gebieten mit Wüsten-Beifuß-Bestand, Kreosot-, Dornenstrauch-, Chaparral-, Juniper-Piñon und Sukkulentenwüste vor.

## Systematik
Die Erstbeschreibung erfolgt durch Edward Drinker Cope im Jahr 1866 unter der Bezeichnung Caudisona pyrrha. Die Typlokalität wird in der Originalbeschreibung nicht erwähnt, jedoch später durch andere Autoren mit Canyon Prieto, Yavapai County, Arizona angegeben. Unterarten von Crotalus pyrrhus werden nicht gelistet. Die Art wurde unter der Bezeichnung Crotalus mitchellii pyrrhus lange als Unterart der Gefleckten Klapperschlange (Crotalus mitchellii) zugerechnet. Ergebnisse molekularbiologischer Untersuchungen zum systematischen Status des Artenkomplexes um Crotalus mitchellii wurden von Douglas et al. (2007) veröffentlicht. Hierbei wurde als Markersysteme auf mtDNA der Gene von ATPase 8 und ATPase 6 sowie die Introns 5 und 6 der (n) DNA des ribosomalen Proteins zurückgegriffen. Betrachtet wurde das Verhältnis von Crotalus (mitchellii) mitchellii, Crotalus (mitchellii) pyrrhus und Crotalus (mitchellii) stephensi sowie Sistrurus catenatus als entfernter stehende verwandte Klade. Die Autoren der Studie weisen mehrere ehemalige Unterarten, darunter C. m. pyrrhus als eigenständige Arten aus. Eine unter der Bezeichnung Crotalus mitchellii muertensis ebenfalls als Unterart geführte Inselform (Isla El Muerto, Baja California) wird als Synonym von C. pyrrhus geführt, jedoch von einigen Autoren auch als eigenständige Art akzeptiert.

## Schlangengift
Bissunfälle mit Crotalus pyrrhus sollten als potentiell lebensbedrohlich eingeschätzt und als Notfall behandelt werden. Jedoch treten entsprechende Zwischenfälle nicht häufig auf. In älterer Literatur zu Vergiftungen durch Schlangenbisse von Crotalus pyrrhus respektive von Vertretern des Crotalus mitchellii-Komplexes wurden die aktuell anerkannte Systematik und geografische Unterschiede nicht berücksichtigt, weshalb ältere Angaben zur Toxikologie von Crotalus pyrrhus kritisch zu bewerten sind. Cochran und Kollegen beschreiben zwei Fallbeispiele aus Arizona (Tinajas Altas Mountains im Yuma County und Phoenix Mountains im Maricopa County) und führten einfache Analysen zur Biochemie der Giftsekrete von Tieren beider Lokalitäten durch. Bei beiden Patienten kam es zu einer Schwellung, wogegen sich die nekrotische Symptomatik unterschied. Der Patient aus den Phoenix Mountains entwickelte hämorrhagische Blasen und Gewebeschäden an seiner gebissenen Extremität, was die Amputation des distalen Teils seines Mittelfingers erforderlich machte. Verbrauchskoagulopathie, Thrombozytopenie oder Hypofibrinogenämie traten in keinem der beiden Fälle auf. Die Behandlung bestand in beiden Fällen aus Schmerztherapie, Volumenersatztherapie und der Applikation von Antivenin, beide Patienten sind genesen. Basierend auf der visuellen Untersuchung von 1D-Gelen und RP-HPLC-Chromatogrammen waren die Giftproben weitgehend ähnlich, schienen sich jedoch quantitativ für mehrere Toxinfamilien zwischen und innerhalb von Populationen zu unterscheiden.